# Inocenc IX.
Inocenc IX. (rodným jménem Gian Antonio Facchinetti, 20. července 1519, Bologna – 30. prosince 1591, Řím) byl papežem od října do prosince roku 1591.

## Život
Narodil se v Bologni, kde vystudoval církevní právo. Později se stal arcibiskupem v Avignonu, pak papežským nunciem v Benátkách a nakonec kardinálem (1583) a inkvizitorem (1586). Byl znám svými sympatiemi ke španělské koruně. Podporoval také Ligu proti francouzskému králi Jindřichu IV. Navarrskému.
Zemřel po dvou měsících pontifikátu.